# لفظ جوال

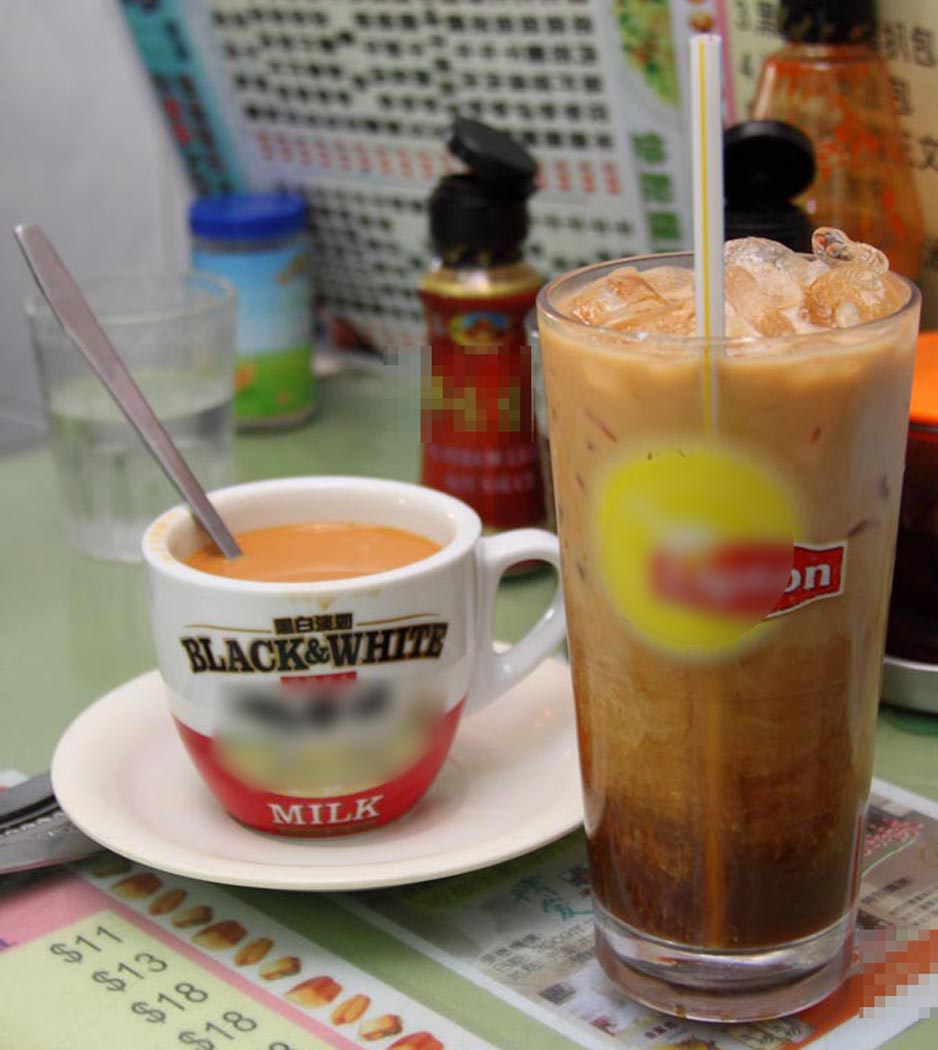

اللفظ الجوال هو اللفظ شاع في كثير اللغات وعند كثير الأقوام حتى تعسر تأثيله وتعذر إدراك أصله الأول.

## وصلات خارجية
- Amin Maalouf. Les mots voyageurs, Archives de la catégorie